# Манасир, Зияд
Зияд Манасир (род. 12 декабря 1965 года, Амман, Иордания) — предприниматель, менеджер, основатель холдинга «Стройгазконсалтинг».

## Биография
Зияд Манасир родился 12 декабря 1965 года в столице Иордании городе Амман в семье офицера армии Королевства Иордания. Зияд был одним из 12 детей.
В 1983 году обучался в Румынии.
В 1984 году по программе студенческого обмена приехал в Москву и по распределению мог поступить либо в Институт нефти и газа им. И. М. Губкина, либо в бакинский Институт нефти и химии им. М. Азизбекова. Через 15 дней выбор пал на Азербайджан, где он поступил в Азербайджанский институт нефти и химии им. М. Азизбекова и получил специальность инженера-технолога нефтяной и газовой промышленности. По собственному утверждению: «Первые полгода я, кроме своей комнаты в общежитии и занятий на факультете, ничего не видел. Ни с кем не общался, не ходил на тусовки». С тех пор у Зияда остался один друг — сириец, с которым они жили в общежитии и на 2009 год вели совместный бизнес в России. В институте по просьбе профессоров, ректора, декана факультета занимался переводами. Одновременно занимался другим бизнесом: привозил компьютеры, в валютных магазинах «Берёзка» покупал оргтехнику, а потом перепродавал её.
В 1988 году привёз из Ливана и продал пять автомобилей BMW, на одном таком ездил сам во время учёбы.
После окончания института в 1990 году не захотел возвращаться в Иорданию из-за необходимости служить в армии, переехал в Москву. Первое время работал в КООП Союзе («Коопсоюз», потребительская кооперация) специалистом по внешнеэкономической деятельности в качестве специалиста отдела внешних связей. Впоследствии стал зампредом правления.
В начале 1990-х годов Манасир познакомился с Виктором Поляничко, хорошо знакомым с Виктором Черномырдиным.
В 1992 году основал компанию «МВ», названную по первым буквам фамилии его и партнёра, торговавшую жёлтым фосфором (импортировали из Казахстана, перерабатывали его на Украине, продавали на Московском химическом заводе[уточнить]), лесом, металлом, нефтепродуктами и прочим. Через полгода создал компанию «Балтика», занимавшуюся тем же. В этой компании Пётр Поляничко владел 20 % акций (сын Виктора Поляничко). Через четыре года с Петром Поляничко возникли разногласия, и Зияд Манасир выкупил его долю.
С 1993 года, работая с «Оренбургнефтью», запустил продажу нефтепродуктов в розницу, там же познакомился со многими нефтяниками.
В 1994 году приобрёл домостроительный комбинат в Тюмени. В этом же году в Тюмени проходил нефтеэнергетический форум, и Зияд Манасир пригласил всех нефтяников, включая и тогдашнего министра энергетики Юрия Шафраника, посмотреть на принадлежащий ему завод. После начал строить общежития для «Тюменбургаза», дочернего предприятия «Газпрома». Стройка продолжалась 6-7 лет.
В 1996 году создал компанию «Стройгазконсалтинг» на базе «Стройбизнесконсалтинг», вместе с Алексеем Лихачёвым и Петром Поляничко (20 % на момент создания).
В середине 1990-х годов «Стройгазконсалтинг» получил первые заказы от «Газпрома».
Вернулся в Иорданию в 1999 году, имея российское гражданство.
В 1999 году объединил «Стройгазконсалтинг» с ПСО «Уренгойпром-гражданстрой» (Михаила Якибчука).
В 2001 году у «Стройгазконсалтинга» появляется ещё один совладелец — Ольга Григорьева (дочь Александра Григорьева), «дочь друга», как называет её Манасир. В феврале 2009 года Ольга Григорьева продала свою долю «дочке» «Стройгазконсалтинга» — «Стройгазконсалтинг-Север» (принадлежит Зияду Манасиру, Алексею Лихачеву, Михаилу Якибчуку и Розе Прилепе).
В 2002 году сформировал холдинг «Стройгазконсалтинг» (СГК), объединяющий более 30 производственных предприятий.
В 2006 году награждён Почётной грамотой Министерства регионального развития Российской Федерации «За личный вклад в развитие строительной отрасли и жилищно-коммунального хозяйства, многолетний добросовестный труд и успешное выполнение производственных заданий».
C 2007 по 2009 годы «Стройгазконсалтинг» приобрел девять родственных «Газпрому» строительных компаний с совокупной выручкой около полумиллиарда долларов в год (по данным системы СПАРК).
В начале 2009 года продал принадлежащие ему акции Газпрома.
В 2009 году холдинг «Стройгазконсалтинг» выиграл тендер «Транснефти» на строительство 415 км нефтепровода в рамках ВСТО-2 на участке, расположенном неподалёку от трассы газопровода, который уже в тот момент прокладывался.
Весной 2009 года «Газпром» поручился по кредитной линии на 11,2 млрд руб для своего подрядчика — «Стройгазконсалтинга».
В 2011 году стал лауреатом Премии ОАО «Газпром» в области науки и техники (1 место) за работу «Разработка и внедрение комплекса технических решений по усовершенствованию технологии добычи нефти и эффективной утилизации попутного нефтяного газа на Уренгойском НГКМ»<.
С 2011 года входит в Попечительский совет Благотворительного фонда «Счастливый Мир»
В 2013 году награждён медалью ордена «За заслуги перед Отечеством» II степени «За большой вклад в строительство второй очереди трубопроводной системы „Восточная Сибирь — Тихий океан“ и достигнутые трудовые успехи».
В июне 2014 года планировал продать свою долю в ООО «Стройгазконсалтинг» структурам Руслана Байсарова.

## Семья
Женат на Виктории Манасир. Шестеро детей — три дочери и три сына.
От первого брака — Елена (выпускница МГУ) и Диана; от второго — Алекс, Дана, Роман и Андрей (родился в сентябре 2017 года).
О своей семье Зияд Манасир говорит: «Мы ведем очень правильный образ жизни. Я не хожу на дискотеки, ни в одно казино в жизни не зашёл. Все свободное время я провожу с семьей. Раз в неделю обязательно с детьми бываем в ресторане, поём в караоке».

## Состояние
Входит в рейтинг журнала Forbes с 2009 года. Занимает места с 75 (2009) по 36 (2013) с состоянием с $500 млн. (2009) по $2,5 млрд (2013).
В 2014 году занял 36 место. Обладает личным состоянием $2,8 млрд, (по версии журнала Forbes).